# تيد كيمبل
تيد كيمبل (بالإنجليزية: Ted Kimball)‏ هو موسيقي أمريكي، ولد في 17 فبراير 1910، وتوفي في 5 أغسطس 1985.